# Sistema SCARS
El Sistema de Reacción Agresiva de Combate Especial (o SCARS en inglés: Special Combat Aggressive Reactionary System) es un sistema de combate estadounidense creado por Jerry L. Peterson.

## Historia
El sistema SCARS se basa en las ciencias de la psicología, la fisiología, el movimiento físico, y la investigación sobre el sistema nervioso. El método SCARS fue desarrollado por Peterson después de cumplir dos misiones con la 173.ª Brigada Aerotransportada del Ejército de los Estados Unidos, durante la Guerra de Vietnam. El método se estrenó en 1987 y comenzó a enseñarse a varias unidades militares, policiales y de seguridad, como la policía estatal de Arizona.
Actualmente, el método SCARS se enseña a través de seminarios privados, contratos a mayor escala, capacitación en línea y DVD's. No contiene acciones defensivas, ya que todos los controles contra las patadas o los puñetazos del enemigo se entregan como golpes a los nervios vulnerables.
El programa se basa en la idea de que cada cuerpo humano reacciona de la misma manera a lesiones específicas, el programa combina varios ataques a nervios, huesos y órganos específicos para debilitar a un individuo agresivo, el objetivo es producir una "reacción auto-cinemática", creando un acto reflejo que ocurre en todos los humanos. Por ejemplo, si se golpea con energía cinética por encima del plexo solar, la parte superior del cuerpo reaccionará moviéndose hacia atrás, si se golpea debajo del plexo solar de la misma manera con fuerza cinética, el cuerpo se combará o la cabeza se adelantará. Esta reacción no tiene nada que ver con el dolor, aunque puede doler después del reflejo espinal, tiene que ver con la reacción de la columna vertebral para proteger al cuerpo. 
Los tres elementos principales del método SCARS son la geometría, la fisiología y la física, y evita el aspecto espiritual que prevalece en muchas artes marciales. Se enfoca en la eliminación inmediata de las amenazas, y no incluye un elemento de desarrollo espiritual.

## Programas de formación de personal gubernamental
SCARS se presentó inicialmente al Departamento de la Armada de Estados Unidos en 1988. El Instituto de Ciencias de Combate SCARS ha desarrollado cursos de capacitación para el Ejército y la Fuerza Aérea de los Estados Unidos (USAF), así como para gobiernos extranjeros y varias agencias de aplicación de la ley.
Durante los primeros siete años, el sistema de lucha siguió siendo conocido y practicado exclusivamente por las Fuerzas Especiales de los Estados Unidos. 
El programa se impartió a través de seminarios, contratos gubernamentales y también el Instituto SCARS de Ciencias Combativas, anteriormente conocida como "la escuela más cara del mundo".
La Armada de los Estados Unidos (U.S. Navy), desarrolló un manual de capacitación para enseñar el método SCARS a los miembros de la Marina y a los US Navy SEAL. Afirma en su introducción que se usó como "un sistema educativo que se ocupa principalmente del proceso de pensamiento en áreas de combate de alto riesgo" y tenía la intención de "aumentar las habilidades de toma de decisiones de un individuo en áreas de conflicto de alto estrés".

## Educación pública
En 1993, la empresa produjo una programación de video para enseñar sus técnicas al público en general. Los seminarios en vivo también están disponibles para el público en los que se enseñan técnicas fiables de combate cuerpo a cuerpo durante tres días. El resto del programa de la Marina no se dio a conocer al público en los videos o de otra manera. Los videos se distribuyeron por primera vez en 1993, como la colección de videos de defensa más costosa jamás producida; sin embargo, vendieron una gran cantidad de copias y recaudaron 1$ millón de dólares USA en los primeros nueve meses. 
En 1999 se escribió el guion y el elenco de un programa de televisión sobre el método SCARS, aunque no se produjo. Blake Peterson también publicó el libro: ¡Atención!  ¡Maestros, Estudiantes y Padres! ¡Sobrevivan a lo Insuperable! - Lo que la ciencia nos dice sobre el miedo, la autodefensa, los tiroteos escolares y por qué las armas en las escuelas podrían no ser la mejor solución en 2013, usando SCARS como base para enseñar a los supervisores cómo lidiar con la creciente violencia armada en las escuelas de Estados Unidos.

## Actualmente
La cancelación de algunos cursos del programa SCARS fue aprobada el 17 de abril de 1998 por el Comandante de Guerra Especial Naval, Subjefe de Estado Mayor de Operaciones Especiales. Actualmente, el Grupo de Desarrollo de Guerra Naval Especial de los Estados Unidos (DEVGRU), está en transición hacia un entrenamiento de combate basado en las Artes marciales mixtas (MMA). Sin embargo, el Capitán de corbeta John D. Porter de la Armada de los Estados Unidos, afirma en su tesis en referencia al programa SCARS que; "la mentalidad ofensiva todavía se enseña hoy".